# إيرني غروث
إيرني غروث (بالإنجليزية: Ernie Groth)‏ هو لاعب كرة قاعدة أمريكي، ولد في 24 ديسمبر 1884 في سيداربورغ في الولايات المتحدة، وتوفي في 23 مايو 1950 في ميلواكي في الولايات المتحدة.

## وصلات خارجية
- إيرني غروث على موقعبيزبول رفرنس.كوم (الدوري الرئيسي) (الإنجليزية)
- إيرني غروث على موقعبيزبول رفرنس.كوم (الدوري الثانوي) (الإنجليزية)